# Sticherus retroflexus
Sticherus retroflexus är en ormbunkeart som först beskrevs av Joseph Friedrich Nicolaus Bornmüller och Christ, och fick sitt nu gällande namn av Edwin Bingham Copeland. Sticherus retroflexus ingår i släktet Sticherus och familjen Gleicheniaceae. Inga underarter finns listade.